# Playa de Mexota
La playa de Mexota pertenece al concejo de Tapia de Casariego y está en la localidad española de Santa Gadea.
Forma parte de la Costa Occidental de Asturias y presenta protección medioambiental por estar catalogada como ZEPA y LIC.

## Descripción
Sus arenas son blancas y su peligrosidad media. Tiene poca asistencia de bañistas, aunque se encuentra dentro de un entorno urbano. Su forma es rectilinea, tiene una longitud de aproximadamente 240 metros y unos 60 metros de ancho. Los accesos son de tipo peatonal pero sencillos, menores a 500 m.
Para llegar hay que tener en cuenta que está cerca de las localidades de Santa Gadea, Villamil y Serantes. Después de
pasar Villamil hay una pista que va hacia el norte y llega a un alto desde donde se divisa la playa de Serantes y el Sarrello. Hay que atravesar esta playa y andando un poco más se llega a la playa de Mexota.
Por la parte superior hay un sendero que da acceso a otra parte de esta playa que está dividida por un islote con forma de sierra y que tiene dirección norte-sur. Tiene equipo de vigilancia pero es compartido con la playa de Serantes y el Sarrello. Hacia el oeste se ven las islas Pantorgas. Para hacer surf tiene la Categoría 2. Es una playa naturista o nudista.